# Bad Mitterndorf

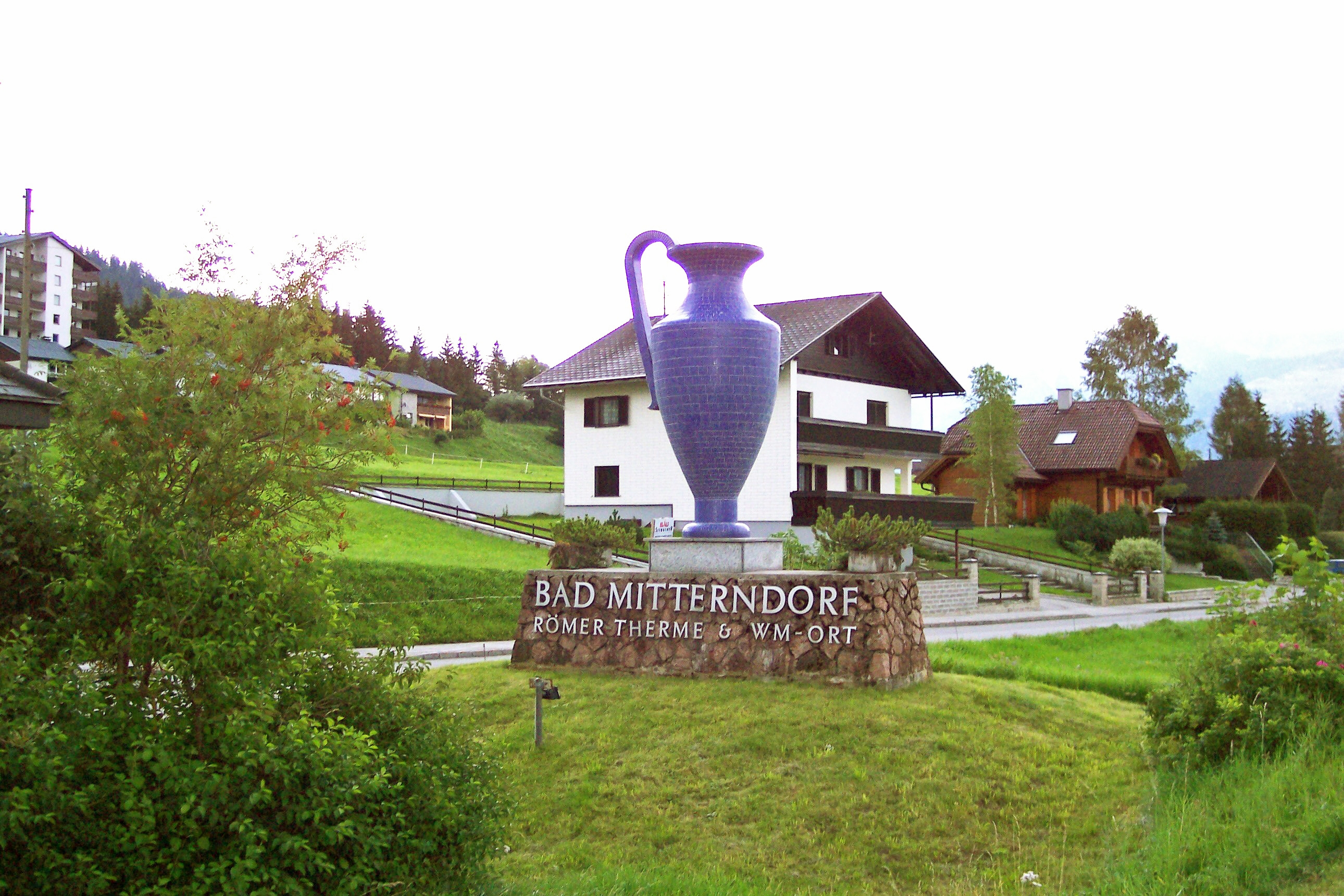
Bad Mitterndorf, augusti 2006

Bad Mitterndorf är en ort och kommun (Marktgemeinde) i distriktet Liezen i det österrikiska förbundslandet Steiermark. Bad Mitterndorf ligger i Salzkammergut mellan städerna Salzburg och Graz och är en populär vintersportsort.

## Historia
Bad Mitterndorf anlades av bayerska nybyggare på 800-talet. Hertigarna Albrecht I och Otto upprättade en socken, som tillhörde Herrschaft Hinterberg, här 1335. Vid Anschluss 1938 lades Bad Mitterndorf till Reichsgau Oberdonau. Från 1945 till 1955 låg området i amerikanska ockupationszonen. Efter andra världskrigets slut sköt vinterturismen fart. Sedan 1972 är Bad Mitterndorf en kurort med bland annat spacenter, termalbad och utomhus simbassäng. Området är också känt som arena för skidsport. Orten har världens största naturhoppbacke. Skidflygningsbacken Kulm används årligen i Världscupen i backhoppning och har haft VM i skidflygning fyra gånger (1975, 1986, 1996 och 2006).

## Kommunen
Kommunen fick sin nuvarande utsträckning i samband med kommunreformen i Steiermark 1 januari 2015 då kommunerna Bad Mitterndorf, Pichl-Kainisch och Tauplitz slogs samman. 
Kommunen består av 16 orter (Ortschaften) (inom parentes invånarantal 1 januari 2024):

- Bad Mitterndorf (1 058)
- Furt (169)
- Klachau (216)
- Knoppen (171)
- Krungl (157)
- Mühlreith (76)
- Neuhofen (537)
- Obersdorf (279)
- Pichl (200)
- Rödschitz (254)
- Sonnenalm (136)
- Tauplitz (588)
- Tauplitzalm (13)
- Thörl (326)
- Zauchen (450)
- Äußere Kainisch (305)

## Ekonomi
Turism är viktigaste verksamhet i området. Med nya investeringar inom hotell och spa-anläggningar 2009, har man ungefär 60 000 övernattningar årligen. Området har stor potential inom friluftsliv. Exkursioner till Hallstatt och Altaussee är populära. Landskapet är utmärkt för längdskidåkning, mountainbike (terrängcykel) och löpning.

## Kända personer med anknytning till Bad Mitterndorf
- Wolfgang Loitzl, backhoppare
- Hubert Neuper, backhoppare
- Gilbert O'Sullivan, artist (bor i Jersey, men äger ett hus i Bad Mitterndorf)
- Conchita Wurst/Tom Neuwirth winner of Eurovision Song Contest 2014